# Sexo, mentiras y muertos
Sexo, mentiras y muertos es una película colombiana de 2011 dirigida por Ramiro Meneses y protagonizada por Andrea López, Juan Pablo Shuk, Martha Isabel Bolaños y Carolina Sepúlveda.

## Sinopsis
Dos hermosas mujeres se conocen en un bar y se enteran de los engaños de sus respectivos amantes. Después de meditarlo, ambas idean un plan para asesinarlos. Al principio la idea parece ser una solución para ambas mujeres, pero mientras intentan ponerla en marcha empiezan a suscitarse un sinnúmero de problemas que pondrán en peligro incluso sus propias vidas.

## Reparto
- Andrea López es Viviana.
- Juan Pablo Shuk es Gerardo.
- Martha Isabel Bolaños es Alicia.
- Carolina Sepúlveda es Lorena.